# Jurová
Jurová es un municipio situado en el distrito de Dunajská Streda, en la región de Trnava, Eslovaquia. Según el censo de 2021, tiene una población de 480 habitantes.
Está ubicado al sur de la región, cerca de los ríos Danubio y Váh, y de la frontera con Hungría y la región de Bratislava.

## Demografía
| Año        | 1994 | 2004    | 2014     | 2024    |
| ---------- | ---- | ------- | -------- | ------- |
| Población  | 435  | 433     | 497      | 482     |
| Diferencia |      | −0,45 % | +14,78 % | −3,01 % |

| Año        | 2023 | 2024 |
| ---------- | ---- | ---- |
| Población  | 482  | 482  |
| Diferencia |      | +0 % |